# A Kecskeméti TE 2022–2023-as szezonja
A Kecskeméti TE a 2022–2023-as szezonban az NB1-ben indul, miután a 2021–2022-es NB2-es szezonban második (feljutó) helyen zárta a bajnokságot.
A Magyar Kupában a Tiszakécske csapatával játszottak először a főtáblán, és 0–3-as eredménnyel jutottak tovább a következő körbe, ahol viszont a Győri ETO ellen kiestek a sorozatból.
Az NB I-ben 15 győzelemmel, 12 döntetlennel, 6 vereséggel és 57 szerzett ponttal a 2. helyen zártak.

## Változások a csapat keretében
A vastaggal jelzett játékosok felnőtt válogatottsággal rendelkeznek.

### Érkezők
| Dátum              | Név                | Nemzet      | Poszt       | Kor | Honnan                | Szerződés megnevezése | Átigazolási időszak | Szerződés vége | Átigazolás összege | Forrás |
| ------------------ | ------------------ | ----------- | ----------- | --- | --------------------- | --------------------- | ------------------- | -------------- | ------------------ | ------ |
| 2022. június 17.   | Belényesi Csaba    | magyar      | hátvéd      | 28  | Diósgyőri VTK         | átigazolás            | 2022. évi nyári     | Nem publikus   | Nem publikus       | [ 3 ]  |
| 2022. június 20.   | Danilo Pejovics    | szerb       | hátvéd      | 24  | Szeged-Csanád GA      | átigazolás            | 2022. évi nyári     | Nem publikus   | Nem publikus       | [ 4 ]  |
| 2022. június 27.   | Zeke Márió         | magyar      | hátvéd      | 21  | MOL Fehérvár FC       | kölcsön               | 2022. évi nyári     | 2023           | –                  | [ 5 ]  |
| 2022. június 27.   | Szabó Levente      | magyar      | csatár      | 23  | MOL Fehérvár FC       | kölcsön               | 2022. évi nyári     | 2023           | –                  | [ 6 ]  |
| 2022. június 28.   | Varga Bence        | magyar      | kapus       | 26  | MTK Budapest FC       | kölcsön               | 2022. évi nyári     | 2023           | –                  | [ 7 ]  |
| 2022. június 30.   | Sági Milán         | magyar      | hátvéd      | 26  | Pécsi Mecsek FC       | átigazolás            | 2022. évi nyári     | Nem publikus   | ingyen             | [ 8 ]  |
| 2022. július 1.    | Uros Djuranovics   | montenegrói | csatár      | 28  | FK Kolubara           | átigazolás            | 2022. évi nyári     | Nem publikus   | ingyen             | [ 9 ]  |
| 2022. július 1.    | Katona Máté        | magyar      | középpályás | 25  | Ferencvárosi TC       | kölcsön               | 2022. évi nyári     | 2023           | –                  | [ 10 ] |
| 2022. július 6.    | Banó-Szabó Bence   | magyar      | középpályás | 22  | Budapest Honvéd FC    | átigazolás            | 2022. évi nyári     | 2025           | ingyen             | [ 11 ] |
| 2022. július 15.   | Katona Bálint      | magyar      | középpályás | 19  | Ferencvárosi TC II    | kölcsön               | 2022. évi nyári     | 2023           | –                  | [ 12 ] |
| 2022. július 19.   | Mihajlo Meszhi     | ukrán       | középpályás | 25  | FK Minaj              | átigazolás            | 2022. évi nyári     | 2023           | ingyen             | [ 13 ] |
| 2022. december 16. | Nikitscher Tamás   | magyar      | középpályás | 23  | Pécsi Mecsek FC       | átigazolás            | 2023. évi téli      | 2025           | Nem publikus       | [ 14 ] |
| 2023. január 4.    | Polyák Kristóf     | magyar      | hátvéd      | 18  | Budapest Honvéd FC II | átigazolás            | 2023. évi téli      | Nem publikus   | Nem publikus       | [ 15 ] |
| 2023. január 16.   | Horváth Krisztofer | magyar      | középpályás | 21  | Torino FC             | kölcsön               | 2023. évi téli      | 2023           | –                  | [ 16 ] |
| 2023. február 8.   | Májer Milán        | magyar      | csatár      | 23  | Zalaegerszegi TE FC   | átigazolás            | 2023. évi téli      | 2024           | Nem publikus       | [ 17 ] |

### Kölcsönből visszatérők
| Dátum           | Név             | Nemzet | Poszt  | Kor | Honnan          | Átigazolási időszak | Szerződés vége | Forrás |
| --------------- | --------------- | ------ | ------ | --- | --------------- | ------------------- | -------------- | ------ |
| 2023. január 6. | Hadaró Valentin | magyar | hátvéd | 27  | Pécsi Mecsek FC | 2023. évi téli      | 2023           | [ 18 ] |

### Távozók
| Dátum              | Név               | Nemzet      | Poszt       | Kor | Hova                | Szerződés megnevezése | Átigazolási időszak | Szerződés vége | Átigazolás összege | Forrás |
| ------------------ | ----------------- | ----------- | ----------- | --- | ------------------- | --------------------- | ------------------- | -------------- | ------------------ | ------ |
| 2022. június 2.    | Gál Szabolcs      | magyar      | hátvéd      | 30  | Kozármisleny SE     | lejárt a szerződése   | 2022. évi nyári     | Nem publikus   | ingyen             | [ 19 ] |
| 2022. június 2.    | Kis Balázs        | magyar      | hátvéd      | 27  | klub nélküli        | lejárt a szerződése   | 2022. évi nyári     | –              | –                  | [ 19 ] |
| 2022. június 2.    | Szabó László      | magyar      | középpályás | 27  | klub nélküli        | lejárt a szerződése   | 2022. évi nyári     | –              | –                  | [ 19 ] |
| 2022. június 2.    | Bartha László     | magyar      | csatár      | 35  | Kozármisleny SE     | lejárt a szerződése   | 2022. évi nyári     | 2023           | ingyen             | [ 19 ] |
| 2022. június 15.   | Lukács Dániel     | magyar      | csatár      | 26  | Diósgyőri VTK       | átigazolás            | 2022. évi nyári     | Nem publikus   | Nem publikus       | [ 20 ] |
| 2022. július 1.    | Szökrönyös Dániel | magyar      | középpályás | 22  | Zalaegerszegi TE FC | kölcsönből vissza     | 2022. évi nyári     | –              | –                  |        |
| 2022. július 1.    | Lipcsei Ádám      | magyar      | hátvéd      | 25  | klub nélküli        | lejárt a szerződése   | 2022. évi nyári     | –              | –                  | [ 21 ] |
| 2022. július 1.    | Paudits Patrik    | magyar      | csatár      | 28  | Dorogi FC           | lejárt a szerződése   | 2022. évi nyári     | Nem publikus   | ingyen             | [ 21 ] |
| 2022. július 1.    | Hadaró Valentin   | magyar      | hátvéd      | 27  | Pécsi Mecsek FC     | kölcsön               | 2022. évi nyári     | 2023           | –                  | [ 21 ] |
| 2022. december 6.  | Szabó Levente     | magyar      | csatár      | 23  | MOL Fehérvár FC     | kölcsönből vissza     | 2023. évi téli      | 2024           | –                  | [ 22 ] |
| 2022. december 19. | Sági Milán        | magyar      | hátvéd      | 27  | Kozármisleny SE     | szerződést bontottak  | 2023. évi téli      | Nem publikus   | ingyen             | [ 23 ] |
| 2023. január 18.   | Danilo Pejovic    | szerb       | hátvéd      | 24  | Pécsi Mecsek FC     | kölcsön               | 2023. évi téli      | 2023           | –                  | [ 24 ] |
| 2023. február 6.   | Uros Djuranovics  | montenegrói | csatár      | 29  | FK Kolubara         | átigazolás            | 2023. évi téli      | Nem publikus   | Nem publikus       | [ 25 ] |
| 2023. február 14.  | Tóth Dávid        | magyar      | hátvéd      | 24  | Pénzügyőr SE        | átigazolás            | 2023. évi téli      | Nem publikus   | ingyen             | [ 26 ] |

### Új szerződések
| Dátum              | Név               | Nemzet | Poszt       | Kor | Szerződés hossza | Szerződés vége | Forrás |
| ------------------ | ----------------- | ------ | ----------- | --- | ---------------- | -------------- | ------ |
| 2022. június 15.   | Nagy Krisztián    | magyar | középpályás | 26  | + 1 év           | 2023           | [ 27 ] |
| 2022. június 16.   | Tóth Barna        | magyar | csatár      | 27  | + 1 év           | 2023           | [ 28 ] |
| 2022. június 20.   | Bodor Zoltán      | magyar | középpályás | 19  | profi szerződés  | Nem publikus   | [ 29 ] |
| 2022. június 20.   | Győri Benjámin    | magyar | csatár      | 19  | profi szerződés  | Nem publikus   | [ 29 ] |
| 2022. június 21.   | Grünwald Attila   | magyar | hátvéd      | 30  | + 1 év           | 2023           | [ 30 ] |
| 2022. június 21.   | Vágó Levente      | magyar | középpályás | 29  | + 1 év           | 2023           | [ 30 ] |
| 2022. június 24.   | Szalai Gábor      | magyar | hátvéd      | 22  | + 1 év           | 2023           | [ 31 ] |
| 2022. június 24.   | Szabó Alex        | magyar | hátvéd      | 23  | + 1 év           | 2023           | [ 31 ] |
| 2022. június 28.   | Kersák Roland     | magyar | kapus       | 24  | + 1 év           | 2023           | [ 7 ]  |
| 2022. június 29.   | Mihajlo Rjasko    | ukrán  | hátvéd      | 26  | + 1 év           | 2023           | [ 32 ] |
| 2022. június 29.   | Szuhodovszki Soma | magyar | középpályás | 22  | + 1 év           | 2023           | [ 32 ] |
| 2022. június 30.   | Hadaró Valentin   | magyar | hátvéd      | 27  | + 1 év           | 2023           | [ 21 ] |
| 2022. december 16. | Szalai Gábor      | magyar | hátvéd      | 22  | + 1 év           | 2024           | [ 33 ] |
| 2022. december 20. | Győri Ábel        | magyar | hátvéd      | 18  | profi szerződés  | Nem publikus   | [ 34 ] |

## Játékoskeret
2023. június 7. szerint.
A vastaggal jelzett játékosok felnőtt válogatottsággal rendelkeznek.A dőlttel jelzett játékosok kölcsönben szerepelnek a klubnál. *A második csapatban is pályára lépő játékos.
Az érték oszlopban szereplő , , és = jelek azt mutatják, hogy a Transfermarkt legutóbbi adatfrissítése előtti állapothoz képest mennyit  nőtt, csökkent a játékos értéke, vagy ha nem változott, akkor azt az = jel mutatja.

| Mezszám                | Név                | Nemzetiség     | Születési hely | Születési idő (kor)            | Korábbi csapat                 | Érték(€)           | Szerződés lejárta |
| Kapusok                | Kapusok            | Kapusok        | Kapusok        | Kapusok                        | Kapusok                        | Kapusok            | Kapusok           |
| ---------------------- | ------------------ | -------------- | -------------- | ------------------------------ | ------------------------------ | ------------------ | ----------------- |
| 1                      | Varga Ádám         | magyar         | Budapest       | 1999. február 12. (26 éves)    | Ferencvárosi TC                | 250 000 (=)        | 2023.06.30.       |
| 20                     | Varga Bence        | magyar         | Kazincbarcika  | 1996. január 9. (29 éves)      | MTK Budapest FC                | 350 000 ( 50 000)  | 2023.06.30.       |
| 46                     | Kersák Roland*     | magyar         | Budapest       | 1997. július 31. (27 éves)     | FC Dabas                       | 100 000 (=)        | 2023.06.30.       |
| Védők                  |                    |                |                |                                |                                |                    |                   |
| 4                      | Grünwald Attila    | magyar         | Szeged         | 1991. július 26. (33 éves)     | SZEOL SC                       | 150 000 (=)        | 2024.06.30.       |
| 12                     | Szalai Gábor       | magyar         | Kecskemét      | 2000. június 9. (24 éves)      | Utánpótlásból került fel       | 500 000 ( 225 000) | 2024.06.30.       |
| 14                     | Győri Ábel*        | magyar         | Biatorbágy     | 2004. március 16. (20 éves)    | Utánpótlásból került fel       | 50 000 ( 25 000)   | 2025.06.30.       |
| 15                     | Szabó Alex         | magyar         | Nagyatád       | 1998. augusztus 26. (26 éves)  | Kaposvári Rákóczi FC           | 400 000 ( 75 000)  | 2025.06.30.       |
| 18                     | Belényesi Csaba    | magyar         | Debrecen       | 1994. március 3. (31 éves)     | Diósgyőri VTK                  | 375 000 ( 125 000) | 2024.06.30.       |
| 19                     | Buna Gábor*        | magyar         | Kaposvár       | 2002. május 24. (22 éves)      | Budapest Honvéd FC II          | 125 000 (=)        | 2023.06.30.       |
| 21                     | Mihajlo Rjasko     | UKR · magyar   | Munkács        | 1996. május 11. (28 éves)      | Dorogi FC                      | 250 000 ( 25 000)  | 2024.06.30.       |
| 32                     | Hadaró Valentin    | magyar         | Kaposvár       | 1995. június 8. (29 éves)      | Kaposvári Rákóczi FC           | 200 000 ( 25 000)  | 2023.06.30.       |
| 74                     | Polyák Kristóf*    | magyar         | Székesfehérvár | 2004. július 5. (20 éves)      | Budapest Honvéd FC II          | 75 000 ( 25 000)   | Nem publikus      |
| 77                     | Zeke Márió         | magyar         | Sopron         | 2000. szeptember 1. (24 éves)  | Fehérvár FC                    | 325 000 ( 25 000)  | 2023.06.30.       |
| Középpályások          |                    |                |                |                                |                                |                    |                   |
| 7                      | Katona Máté        | magyar         | Sopron         | 1997. június 22. (27 éves)     | Ferencvárosi TC                | 250 000 ( 50 000)  | 2023.06.30.       |
| 8                      | Banó-Szabó Bence   | magyar         | Kecskemét      | 1999. július 25. (25 éves)     | Budapest Honvéd FC             | 500 000 ( 150 000) | 2025.06.30.       |
| 10                     | Nagy Krisztián     | magyar         | Kaposvár       | 1995. július 18. (29 éves)     | Debreceni EAC                  | 375 000 (=)        | 2025.06.30.       |
| 11                     | Horváth Krisztofer | magyar         | Hévíz          | 2002. január 8. (23 éves)      | Torino FC                      | 600 000 ( 200 000) | 2023.06.30.       |
| 16                     | Vágó Levente       | magyar         | Szeged         | 1992. szeptember 15. (32 éves) | Mosonmagyaróvári TE            | 350 000 ( 100 000) | 2024.06.30.       |
| 23                     | Mihajlo Meszhi     | UKR            | Doneck         | 1997. február 26. (28 éves)    | FK Minaj                       | 225 000 (=)        | 2023.06.30.       |
| 29                     | Szuhodovszki Soma  | magyar         | Budapest       | 1999. december 30. (25 éves)   | MTK Budapest FC II             | 425 000 ( 100 000) | 2025.06.30.       |
| 44                     | Nikitscher Tamás   | magyar         | Zalaegerszeg   | 1999. november 3. (25 éves)    | Pécsi Mecsek FC                | 400 000 ( 250 000) | 2025.06.30.       |
| 55                     | Katona Bálint      | magyar         | Budapest       | 2002. szeptember 7. (22 éves)  | Ferencvárosi TC II             | 450 000 ( 300 000) | 2023.06.30.       |
| Támadók                |                    |                |                |                                |                                |                    |                   |
| 9                      | Májer Milán        | magyar         | Budapest       | 1999. június 28. (25 éves)     | Zalaegerszegi TE FC            | 175 000 (=)        | 2024.06.30.       |
| 17                     | Bodor Zoltán*      | magyar         | Kecskemét      | 2003. március 4. (22 éves)     | Szegedi VSE                    | 50 000 (=)         | 2025.06.30.       |
| 22                     | Tóth Barna         | magyar         | Budapest       | 1995. március 13. (30 éves)    | FC Ajka                        | 350 000 ( 50 000)  | 2024.06.30.       |
| 31                     | Győri Benjámin*    | magyar         | Biatorbágy     | 2003. március 16. (21 éves)    | Utánpótlásból került fel       | 50 000 ( 25 000)   | 2025.06.30.       |
| 71                     | Gréczi Márton*     | magyar         | Szeged         | 2000. július 10. (24 éves)     | Szeged-Csanád Grosics Akadémia | 125 000 (=)        | 2024.06.30.       |
| Kölcsönadott játékosok |                    |                |                |                                |                                |                    |                   |
| Név                    | Poszt              | Nemzetiség     | Születési hely | Születési idő (kor)            | Kölcsönben itt                 | Érték (€)          | Szerződés lejárta |
| Danilo Pejovic         | védő               | szerb · magyar | Szabadka       | 1998. június 21. (26 éves)     | Pécsi Mecsek FC                | 125 000 (=)        | 2023.06.30.       |

## Szakmai stáb
| Klubigazgató       | Czéh László         |
| Sportigazgató      | Tóth Ákos           |
| Vezetőedző         | Szabó István        |
| Pályaedző          | Kerekes Barna       |
| Kapusedző          | Trepák Attila       |
| Erőnléti edző      | Buzási Péter        |
| Masszőr            | Huber Bálint        |
| Manuálterapeuta    | Nemes László        |
| Fizioterapeuta     | Turkevi Nagy Ildikó |
| Technikai vezető   | Farkas István       |
| Szertáros          | Kovács Sándor       |
| Videoelemző, scout | Lénárt Máté         |
| Orvos              | Dr. Filus Andor     |

## Felkészülési mérkőzések

### Nyári
| 2022. július 1. 17:00 |

| Kecskeméti TE                             | 3-2               | Békéscsaba 1912 Előre             |
| ----------------------------------------- | ----------------- | --------------------------------- |
| Belényesi 45' Katona M. 58' Szalai G. 78' | (1-1) Jegyzőkönyv | Németh 25' (11-esből) Fazekas 70' |

| Kecskemét |

- KTE (1. félidő): Kersák – Katona M., Győri Á., Belényesi, Pejovics, Grünvald – Bodor Z. ( Buna'), Szuhodovszki, Meskhi – Győri B., Djuranovics. 2. félidő: Varga Á. – Buna ( Sági'), Szabó A., Rjakso, Szalai G., Zeke – Vágó, Nagy K., Katona B. – Szabó L., Tóth B. Vezetőedző: Szabó István

| 2022. július 7. 2*50 perces félidő |

| NK Kety Emmi Bistrica | 1-3               | Kecskeméti TE                          |
| --------------------- | ----------------- | -------------------------------------- |
| ?                     | (1-1) Jegyzőkönyv | Djuranovics 24' Sági 85' Pejovics 100' |

| Stadion Slovenska Bistrica, Slovenska Bistrica |

- KTE: Varga – Katona M., Rjasko, Belényesi, Szalai, Grünvald – Nagy K., Vágó, Banó-Szabó – Tóth B., Djuranovics. 60. perctől: Kersák – Sági, Győri Á., Szabó A., Pejovics, Buna – Bodor ( Győri B.'), Szuhodovszki, Meshki – Katona B., Szabó L. Vezetőedző: Szabó István

| 2022. július 9. 11:00 |

| NK Rudar Velenje | 0-0               | Kecskeméti TE |
| ---------------- | ----------------- | ------------- |
|                  | (0-0) Jegyzőkönyv |               |

| Radenci Stadion, Radenci |

- KTE: Varga - Katona M., Szabó A., Belényesi, Szalai, Zeke - Nagy K., Katona B., Meskhi - Szabó L., Djuranovics. 2. félidő: Varga - Sági, Szabó A., Belényesi, Pejovics, Grünvald - Buna, Vágó, Szuhodovszki – Katona B., Tóth B. Vezetőedző: Szabó István

| 2022. július 13. 18:30 |

| NK Osijek              | 2-0               | Kecskeméti TE |
| ---------------------- | ----------------- | ------------- |
| Mance 78' Topcagic 81' | (0-0) Jegyzőkönyv | Vágó 55′      |

| Gradski vrt Stadion, Eszék |

- KTE: Varga B. – Sági, Szabó A., Belényesi, Szalai, Zeke – Nagy K., Vágó, Banó-Szabó – Tóth B., Djuranovics. Csere: Kersák, Buna, Pejovics, Grünvald, Meskhi, Katona B., Szuhodovszki, Szabó L.

## OTP Bank Liga
| Hely. | Csapat               | M  | Gy | D  | V  | G+ | G– | Gk  | P  | Továbbjutás vagy kiesés                       |
| ----- | -------------------- | -- | -- | -- | -- | -- | -- | --- | -- | --------------------------------------------- |
| 1.    | Ferencváros B        | 33 | 19 | 6  | 8  | 62 | 33 | +29 | 63 | UEFA Bajnokok Ligája, 1. selejtezőkör         |
| 2.    | Kecskemét Ú          | 33 | 15 | 12 | 6  | 48 | 32 | +16 | 57 | UEFA Európa Konferencia Liga, 2. selejtezőkör |
| 3.    | Debrecen             | 33 | 15 | 9  | 9  | 52 | 39 | +13 | 54 | UEFA Európa Konferencia Liga, 2. selejtezőkör |
| 4.    | Puskás Akadémia      | 33 | 14 | 11 | 8  | 48 | 42 | +6  | 53 |                                               |
| 5.    | Paks                 | 33 | 14 | 7  | 12 | 57 | 57 | 0   | 49 |                                               |
| 6.    | Kisvárda Master Good | 33 | 10 | 13 | 10 | 43 | 49 | −6  | 43 |                                               |
| 7.    | Mezőkövesd           | 33 | 11 | 9  | 13 | 40 | 43 | −3  | 42 |                                               |
| 8.    | Újpest               | 33 | 11 | 8  | 14 | 42 | 55 | −13 | 41 |                                               |
| 9.    | Zalaegerszeg KGY     | 33 | 10 | 9  | 14 | 37 | 43 | −6  | 39 | UEFA Európa Konferencia Liga, 2. selejtezőkör |
| 10.   | MOL Fehérvár         | 33 | 8  | 11 | 14 | 38 | 43 | −5  | 35 |                                               |
| 11.   | Budapest Honvéd      | 33 | 8  | 9  | 16 | 34 | 51 | −17 | 33 | NB II                                         |
| 12.   | Vasas Ú              | 33 | 4  | 14 | 15 | 29 | 43 | −14 | 26 | NB II                                         |